# Felix Morrow
Felix Morrow (* 3. Juni 1906 in New York; † 28. Mai 1988 ebenda; eigentlich Felix Mayrowitz) war ein US-amerikanischer Kommunist und zeitweise führendes Mitglied der trotzkistischen Socialist Workers Party. Während des Zweiten Weltkriegs war er aufgrund des Smith Act inhaftiert. Ende 1946 wurde Morrow aus der Partei ausgeschlossen. In den folgenden Jahren machte er ein Vermögen im Verlagsgeschäft.

## Werke
- Der Bürgerkrieg in Spanien. Hin zum Sozialismus oder Faschismus. Im September 1936 fertiggestellt und im selben Jahr als Broschüre erschienen.
  - The civil war in Spain. Towards Socialism or Fascism? (englisch)
- Revolution und Konterrevolution in Spanien. Zuerst veröffentlicht 1976. Reprint: Gervinus Verlag, Essen 1986, ISBN 3886340503. Das Werk wurde im November 1937, 16 Monate nach Francos Putsch, fertiggestellt. Im Mai 1938 schrieb Morrow dazu einen Nachtrag.[1]